# Tjusts kontrakt
Tjusts kontrakt var ett kontrakt i Linköpings stift inom Svenska kyrkan. Kontraktet namnändrades till Kustbygdens kontrakt 1 januari 2017 samtidigt som kontraktet utökades. 
Kontraktskoden var 0212.

## Administrativ historik
Kontraktet bildades 2001 av
från Norra Tjusts kontrakt
- Gamleby församling överfördes 1962 från Södra Tjusts kontrakt
- Odensvi församling överfördes 1962 från Södra Tjusts kontrakt
- Överums församling bildad 1931
- Dalhems församling
- Västra Eds församling
- Ukna församling
- Lofta församling
- Loftahammars församling
- Tryserum församling överfördes vid upplösningen till Vikbolandets och Hammarkinds kontrakt
- Östra Eds församling överfördes vid upplösningen till Vikbolandets och Hammarkinds kontrakt
- Hannäs församling som 1998 överfördes till Kinds och Åtvids kontrakt
- Gärdserums församling som 1998 överfördes till Kinds och Åtvids kontrakt

från Södra Tjusts kontrakt, mellan 1962 och 1992 benämnt Södra Tjusts och Tunaläns kontrakt
- som byggdes upp från ett äldre Södra Tjusts kontrakt, upphört 1962.
  - Västerviks församling
  - Hallingebergs församling som 2012 uppgick i Hallingeberg-Blackstads församling
  - Hjorteds församling
  - Blackstads församling som 2012 uppgick i Hallingeberg-Blackstads församling
  - Gladhammars församling som 2006 uppgick i Gladhammar-Västrums församling
  - Västrums församling som 2006 uppgick i Gladhammar-Västrums församling
  - Törnsfalls församling
  - Gamleby församling som 1962 överfördes till Norra Tjusts kontrakt
  - Odensvi församling som 1962 överfördes till Norra Tjusts kontrakt
  - Locknevi församling som 1973 överfördes till Sevede och Aspelands kontrakt
- från Tunaläns och Sevede kontrakt
  - Misterhults församling
  - Kristdala församling som 2010 uppgick i Döderhults församling i Växjö stift
  - Tuna församling som 1985 överfördes till Sevede och Aspelands kontrakt

## Kontraktsprostar
| Ämbetstid | Namn                | Levnadstid | Kommentarer |
| --------- | ------------------- | ---------- | ----------- |
| 2001–2014 | Claes-Göran Thorell | 1945–      | [ 2 ]       |